# Heller (moneda)
El heller o häller va ser una moneda alemanya valorada en mig pfennig, anomenada així per la ciutat de Hall am Kocher (avui Schwäbisch Hall).
La moneda es va encunyar a partir del començament del segle xiii, basada en un pfennig de plata anterior (o Häller Pfennig, de vegades anomenat Händelheller, o 'heller de la mà', pel dibuix d'una mà que presentava a l'anvers), però la seva composició es va anar deteriorant amb l'afegitó progressiu de cada vegada més coure, de manera que es va acabar considerant com si no fos ja una moneda d'argent. Hi havia hellers de diversos tipus (els anomenats hellers vermells, blancs i negres). A l'edat mitjana va esdevenir símbol de poc valor, i una dita típica alemanya és keinen (roten) Heller wert, literalment 'no val un heller (vermell)', és a dir 'no val un ral'.
El terme heller va ser àmpliament usat per anomenar les monedes de petit valor dels Estats alemanys fins al 1873 quan, després de la unificació alemanya, l'administració de Bismarck va introduir el marc i el pfennig com a moneda de l'Imperi Alemany.
El heller germànic va experimentar una revifalla el 1904, quan el govern es va encarregar de produir la moneda de l'Àfrica Oriental Alemanya a les possessions de la Companyia Alemanya de l'Àfrica Oriental. El heller hi va ser introduït com la centèsima part de la rupia en lloc del pesa, que valia 1/64 de rupia.
A Àustria-Hongria, Heller va ser també el terme utilitzat per a la moneda fraccionària de la corona austrohongaresa utilitzada a la part austríaca (a la banda hongaresa aquesta mateixa moneda s'anomenava fillér, actualment la centèsima part del fòrint). S'hi va fer servir des del 1892 fins a la caiguda de l'Imperi el 1918.
Aquesta mateixa moneda (anomenada haléř en txec i halier en eslovac) era també el cèntim de la corona txeca i de l'eslovaca (en aquest darrer cas, fins a l'adopció de l'euro), així com ho va ser de l'anterior corona txecoslovaca. De fet, només subsisteix nominalment com a moneda fraccionària a la República Txeca, si bé a causa del seu poc valor el Banc Nacional Txec la va retirar de la circulació el 2008.